# 高雄西警察署
22°37′20″N 120°16′26″E / 22.622129°N 120.273796°E

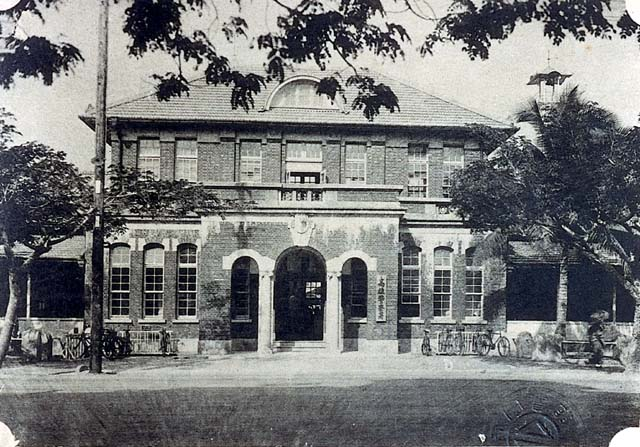
高雄警察署舊照

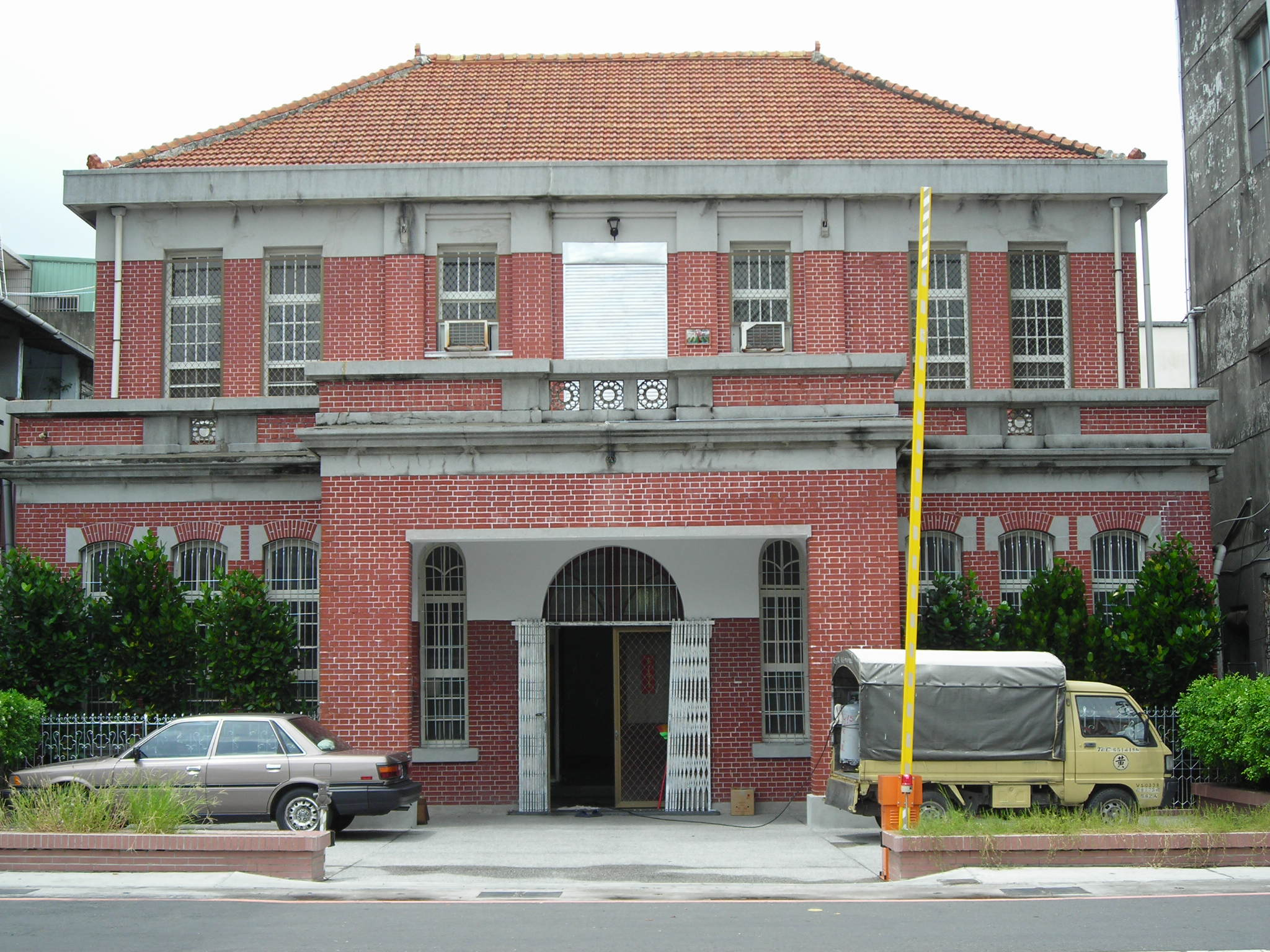
今永光行

高雄西警察署是台灣日治時代高雄市的警察署，位在高雄市湊町，其原為1924年設立的高雄警察署，在1944年改為高雄西警察署；高雄西警察署的廳舍建於1917年，曾作為台南廳打狗支廳廳舍、高雄郡役所，目前由永光行使用。此警察署是高雄市第一個警察總局，該廳舍東處設有看守所，往北則有消防組，其建有二樓高的西洋式瞭望台。

## 簡介
高雄警察署的設立是為了因應1924年高雄市成立，以管轄高雄市的警察事務，其署長由警視任之。高雄警察署廳舍則早在1917年完工，位在湊町一丁目（即今臨海二路東北側），最初作為台南廳打狗支廳廳舍，並正式由哨船頭街遷入。1920年10月1日，日人設高雄州高雄郡，原打狗支廳廳舍則改為高雄郡役所。
1924年12月25日，日人又變更地方制度，廢高雄郡並改設高雄市，高雄郡役所改為高雄警察署廳舍，而高雄市役所則新設於湊町四丁目（今哈瑪星鼓波街高雄代天宮址）。1940年10月28日，高雄港及高雄市沿岸海面、運河水面改由新設的高雄水上警察署管轄。1944年5月12日，高雄警察署改為「高雄西警察署」，管轄高雄市西、北部，高雄市其餘區域由新設立的高雄東警察署、高雄水上警察署管轄。
此建築在二次大戰末期遭美軍炸毀屋頂部分，在二戰後由永光行（貿易公司）所購得。在其細心整理復建後，除玄關外，大部份仍保留其原有外觀，為哈瑪星社區極具古味之建築。現址：高雄市鼓山區峰南里臨海二路18號。

## 管轄區域
以下是昭和19年（1944年）高雄西署直轄和轄下警察官吏派出所（以下簡稱派出所）管轄區域一覽。
| 名稱         | 位置   | 管轄範圍                                                          |
| ------------ | ------ | ----------------------------------------------------------------- |
| 直轄         | 湊町   | - 湊町一、二丁目 - 新濱町一、三丁目 - 山下町一丁目 - 壽町1~10番地 |
| 湊町派出所   | 湊町   | - 湊町三、四、五丁目 - 新濱町二丁目 - 哨船町 - 桃子園104~127番地  |
| 入船町派出所 | 入船町 | - 入船町 - 榮町 - 堀江町                                          |
| 鹽埕町派出所 | 鹽埕町 | - 鹽埕町                                                          |
| 北野町派出所 | 北野町 | - 北野町                                                          |
| 田町派出所   | 田町   | - 田町 - 山下町二、三丁目 - 內惟643、684、708番地                 |
| 旗後派出所   | 旗後町 | - 旗後町 - 平和町 - 綠町1~85番地                                  |
| 中洲派出所   | 綠町   | - 綠町86~153番地 - 中洲                                           |
| 內惟派出所   | 內惟   | - 內惟 - 前峰尾                                                   |
| 左營派出所   | 左營   | - 左營 - 埤子頭 - 廍後 - 桃子園1~50番地                           |
| 右冲派出所   | 右冲   | - 右冲 - 援中港 - 下鹽田 - 蚵子寮                                 |
| 楠梓派出所   | 楠梓   | - 楠梓 - 後勁 - 土庫                                              |